# Associazione Sportiva Reggina 1973-1974
Questa voce raccoglie le informazioni riguardanti l'Associazione Sportiva Reggina nelle competizioni ufficiali della stagione 1973-1974.

## Stagione
La squadra ha concluso la sua nona stagione consecutiva in Serie B in diciottesima posizione, retrocedendo in Serie C. Gli allenatori succedutisi alla guida della squadra amaranto sono stati quattro: Giambattista Moschino, Ettore Recagni, ed il duo Domenico Cataldo-Olmes Neri. Le vittorie furono 10, i pareggi 14, le sconfitte 14, le realizzazioni 20 e le reti subite 34.

## Rosa
| N. |                   | Ruolo | Calciatore         |
| -- | ----------------- | ----- | ------------------ |
| -  | Italia (bandiera) | P     | Romano Cazzaniga   |
| -  | Italia (bandiera) | P     | Bruno Jacoboni     |
| -  | Italia (bandiera) | P     | Antonio Leone      |
| -  | Italia (bandiera) | D     | Paolo Siciliano    |
| -  | Italia (bandiera) | D     | Giancarlo D'Astoli |
| -  | Italia (bandiera) | D     | Renato Sali        |
| -  | Italia (bandiera) | D     | Luciano Poppi      |
| -  | Italia (bandiera) | D     | Roberto De Petri   |
| -  | Italia (bandiera) | C     | Giuseppe Trinchero |
| -  | Italia (bandiera) | C     | Vincenzo Zazzaro   |
| -  | Italia (bandiera) | D     | Luigi Raschi       |
| -  | Italia (bandiera) | C     | Giuseppe Tamborini |

| N. |                   | Ruolo | Calciatore           |
| -- | ----------------- | ----- | -------------------- |
| -  | Italia (bandiera) | C     | Aquilino Bonfanti    |
| -  | Italia (bandiera) | C     | Renzo Corni          |
| -  | Italia (bandiera) | C     | Giuliano Dal Pozzolo |
| -  | Italia (bandiera) | A     | Roberto Filippi      |
| -  | Italia (bandiera) | A     | Giorgio Ferrara      |
| -  | Italia (bandiera) | A     | Gianni Comini        |
| -  | Italia (bandiera) | A     | Gianni Merighi       |
| -  | Italia (bandiera) | C     | Michele Sorace       |
| -  | Italia (bandiera) | D     | Dino Landini         |
| -  | Italia (bandiera) | C     | Silvano Neri         |
| -  | Italia (bandiera) | D     | Remo Bonzi           |

## Risultati

### Serie B

#### Girone di andata
| 30 settembre 1973 1ª giornata | Reggina | 1 – 1 referto | Parma |  |

| 7 ottobre 1973 2ª giornata | Brescia | 3 – 1 referto | Reggina |  |

| 14 ottobre 1973 3ª giornata | Reggina | 1 – 0 referto | Arezzo |  |

| 21 ottobre 1973 4ª giornata | Catania | 1 – 1 referto | Reggina |  |

| 28 ottobre 1973 5ª giornata | Reggina | 1 – 0 referto | Catanzaro |  |

| 4 novembre 1973 6ª giornata | Bari | 0 – 1 referto | Reggina |  |

| 11 novembre 1973 7ª giornata | Reggina | 0 – 0 referto | Ternana |  |

| 18 novembre 1973 8ª giornata | Atalanta | 0 – 0 referto | Reggina |  |

| 25 novembre 1973 9ª giornata | Reggina | 0 – 0 referto | Ascoli |  |

| 2 dicembre 1973 10ª giornata | Varese | 1 – 0 referto | Reggina |  |

| 9 dicembre 1973 11ª giornata | Como | 1 – 0 referto | Reggina |  |

| 16 dicembre 1973 12ª giornata | Reggina | 0 – 0 referto | Palermo |  |

| 23 dicembre 1973 13ª giornata | SPAL | 1 – 0 referto | Reggina |  |

| 30 dicembre 1973 14ª giornata | Reggina | 1 – 1 referto | Reggiana |  |

| 6 gennaio 1974 15ª giornata | Reggina | 1 – 1 referto | Novara |  |

| 13 gennaio 1974 16ª giornata | Taranto | 2 – 0 referto | Reggina |  |

| 20 gennaio 1974 17ª giornata | Avellino | 3 – 0 referto | Reggina |  |

| 27 gennaio 1974 18ª giornata | Reggina | 0 – 0 referto | Perugia |  |

| 3 febbraio 1974 19ª giornata | Brindisi | 0 – 0 referto | Reggina |  |

#### Girone di ritorno
| 10 febbraio 1974 20ª giornata | Parma | 2 – 0 referto | Reggina |  |

| 17 febbraio 1974 21ª giornata | Reggina | 2 – 1 referto | Brescia |  |

| 24 febbraio 1974 22ª giornata | Arezzo | 0 – 0 referto | Reggina |  |

| 3 marzo 1974 23ª giornata | Reggina | 1 – 0 referto | Catania |  |

| 10 marzo 1974 24ª giornata | Catanzaro | 2 – 1 referto | Reggina |  |

| 17 marzo 1974 25ª giornata | Reggina | 1 – 0 referto | Bari |  |

| 24 marzo 1974 26ª giornata | Ternana | 4 – 1 referto | Reggina |  |

| 31 marzo 1974 27ª giornata | Reggina | 1 – 0 referto | Atalanta |  |

| 7 aprile 1974 28ª giornata | Ascoli | 1 – 0 referto | Reggina |  |

| 14 aprile 1974 29ª giornata | Reggina | 0 – 0 referto | Varese |  |

| 21 aprile 1974 30ª giornata | Reggina | 1 – 1 referto | Como |  |

| 28 aprile 1974 31ª giornata | Palermo | 1 – 1 referto | Reggina |  |

| 5 maggio 1974 32ª giornata | Reggina | 0 – 2 referto | SPAL |  |

| 12 maggio 1974 33ª giornata | Reggiana | 2 – 0 referto | Reggina |  |

| 19 maggio 1974 34ª giornata | Novara | 2 – 0 referto | Reggina |  |

| 26 maggio 1974 35ª giornata | Reggina | 0 – 1 referto | Taranto |  |

| 2 giugno 1974 36ª giornata | Reggina | 1 – 0 referto | Avellino |  |

| 9 giugno 1974 37ª giornata | Perugia | 0 – 1 referto | Reggina |  |

| 16 giugno 1974 38ª giornata | Reggina | 1 – 0 referto | Brindisi |  |

## Statistiche

### Statistiche di squadra
| Competizione | Punti | In casa | In casa | In casa | In casa | In casa | In casa | In trasferta | In trasferta | In trasferta | In trasferta | In trasferta | In trasferta | Totale | Totale | Totale | Totale | Totale | Totale | DR  |
| Competizione | Punti | G       | V       | N       | P       | Gf      | Gs      | G            | V            | N            | P            | Gf           | Gs           | G      | V      | N      | P      | Gf     | Gs     | DR  |
| ------------ | ----- | ------- | ------- | ------- | ------- | ------- | ------- | ------------ | ------------ | ------------ | ------------ | ------------ | ------------ | ------ | ------ | ------ | ------ | ------ | ------ | --- |
| Serie B      | 34    | 19      | 8       | 9       | 2       | 13      | 8       | 19           | 2            | 5            | 12           | 7            | 26           | 38     | 10     | 14     | 14     | 20     | 34     | -14 |
| Coppa Italia | 2     | 2       | 1       | 0       | 1       | 2       | 2       | 2            | 0            | 0            | 2            | 0            | 4            | 4      | 1      | 0      | 3      | 2      | 6      | -4  |
| Totale       |       | 21      | 9       | 9       | 3       | 15      | 10      | 21           | 2            | 5            | 14           | 7            | 30           | 42     | 11     | 14     | 17     | 22     | 40     | -18 |

### Statistiche dei giocatori
| Giocatore      | Serie B  | Serie B | Serie B     | Serie B    | Coppa Italia | Coppa Italia | Coppa Italia | Coppa Italia | Totale   | Totale | Totale      | Totale     |
| Giocatore      | Presenze | Reti    | Ammonizioni | Espulsioni | Presenze     | Reti         | Ammonizioni  | Espulsioni   | Presenze | Reti   | Ammonizioni | Espulsioni |
| -------------- | -------- | ------- | ----------- | ---------- | ------------ | ------------ | ------------ | ------------ | -------- | ------ | ----------- | ---------- |
| A. Bonfanti    | 29       | 6       | ?           | ?          | ?            | ?            | ?            | ?            | 29+      | 6+     | ?           | ?          |
| R. Bonzi       | 24       | 0       | ?           | ?          | ?            | ?            | ?            | ?            | 24+      | 0+     | ?           | ?          |
| R. Cazzaniga   | 36       | -33     | ?           | ?          | ?            | ?            | ?            | ?            | 36+      | -33+   | ?           | ?          |
| G. Comini      | 15       | 0       | ?           | ?          | ?            | ?            | ?            | ?            | 15+      | 0+     | ?           | ?          |
| R. Corni       | 19       | 0       | ?           | ?          | ?            | ?            | ?            | ?            | 19+      | 0+     | ?           | ?          |
| G. Dal Pozzolo | 15       | 1       | ?           | ?          | ?            | ?            | ?            | ?            | 15+      | 1+     | ?           | ?          |
| G. D'Astoli    | 33       | 0       | ?           | ?          | ?            | ?            | ?            | ?            | 33+      | 0+     | ?           | ?          |
| R. De Petri    | 19       | 0       | ?           | ?          | ?            | ?            | ?            | ?            | 19+      | 0+     | ?           | ?          |
| G. Ferrara     | 18       | 2       | ?           | ?          | ?            | ?            | ?            | ?            | 18+      | 2+     | ?           | ?          |
| R. Filippi     | 24       | 0       | ?           | ?          | ?            | ?            | ?            | ?            | 24+      | 0+     | ?           | ?          |
| B. Jacoboni    | 2        | -1      | ?           | ?          | ?            | ?            | ?            | ?            | 2+       | -1+    | ?           | ?          |
| D. Landini     | 30       | 0       | ?           | ?          | ?            | ?            | ?            | ?            | 30+      | 0+     | ?           | ?          |
| A. Leone       | 1        | 0       | ?           | ?          | ?            | ?            | ?            | ?            | 1+       | 0+     | ?           | ?          |
| G. Merighi     | 34       | 5       | ?           | ?          | ?            | ?            | ?            | ?            | 34+      | 5+     | ?           | ?          |
| S. Neri        | 4        | 0       | ?           | ?          | ?            | ?            | ?            | ?            | 4+       | 0+     | ?           | ?          |
| L. Poppi       | 22       | 0       | ?           | ?          | ?            | ?            | ?            | ?            | 22+      | 0+     | ?           | ?          |
| L. Raschi      | 7        | 0       | ?           | ?          | ?            | ?            | ?            | ?            | 7+       | 0+     | ?           | ?          |
| R. Sali        | 35       | 0       | ?           | ?          | ?            | ?            | ?            | ?            | 35+      | 0+     | ?           | ?          |
| P. Siciliano   | 1        | 0       | ?           | ?          | ?            | ?            | ?            | ?            | 1+       | 0+     | ?           | ?          |
| M. Sorace      | 4        | 0       | ?           | ?          | ?            | ?            | ?            | ?            | 4+       | 0+     | ?           | ?          |
| G. Tamborini   | 27       | 1       | ?           | ?          | ?            | ?            | ?            | ?            | 27+      | 1+     | ?           | ?          |
| G. Trinchero   | 20       | 2       | ?           | ?          | ?            | ?            | ?            | ?            | 20+      | 2+     | ?           | ?          |
| V. Zazzaro     | 32       | 1       | ?           | ?          | ?            | ?            | ?            | ?            | 32+      | 1+     | ?           | ?          |